# Ассунсан (Элваш)
Ассунсан (порт. Assunção) — район (фрегезия) в Португалии, входит в округ Порталегре. Является составной частью муниципалитета Элваш. По старому административному делению входил в провинцию Алту-Алентежу. Входит в экономико-статистический субрегион Алту-Алентежу, который входит в Алентежу. Население составляет 10 200 человек на 2005 год. Занимает площадь 8,04 км².
Покровителем района считается Дева Мария (порт. Nossa Senhora da Assunção).